# Šamil' Gasanov
Šamil Aschabovyč Gasanov (in russo Шамиль Асхабович Гасанов?; Machačkala, 30 luglio 1993) è un calciatore russo, difensore o centrocampista del Legion Dinamo.

## Carriera

### Club

#### Podol'e
Nella stagione 2012-2013, Gasanov ha fatto parte della rosa del Podol'e, compagine militante in Vtoroj divizion – terzo livello del campionato russo. Ha esordito in questa divisione in data 11 ottobre 2012, subentrando ad Aleksey Britovskiy nella vittoria per 4-1 sul Metallurg-Oskol Staryj Oskol. È stata l'unica partita di campionato disputata con questa maglia.

#### Anži
Terminata la stagione 2012-2013, Gasanov è passato all'Anži. L'anno seguente è stato aggregato all'Anži-2, squadra riserve del club militante in PPF ligi. L'esordio con la prima squadra è arrivato nel corso della stessa stagione, con l'Anži in PFNL: il 30 maggio 2015 è stato schierato titolare nella vittoria per 0-3 sul campo del Sachalin. Al termine della stagione, l'Anži è stato promosso in Prem'er-Liga.
Il 18 ottobre 2015 ha debuttato così nella massima divisione, impiegato da titolare nel pareggio per 2-2 in casa del Krasnodar. Il 27 ottobre 2016 ha trovato l'unica rete in squadra, nel 4-0 inflitto allo Zenit San Pietroburgo.

#### Tromsø
Il 13 agosto 2017, i norvegesi del Tromsø hanno reso noto che Gasanov si stava allenando col resto della squadra, nell'ottica di valutarne l'ingaggio. Il 15 agosto ha firmato ufficialmente un accordo col club, valido fino al termine della stagione, con opzione per altri tre anni. Non ha disputato alcun incontro con questa maglia, svincolandosi pertanto al termine dell'annata.

#### Enisej
Libero da vincoli contrattuali, è tornato quindi in Russia per giocare nell'Enisej.

## Statistiche

### Presenze e reti nei club
Statistiche aggiornate al 20 settembre 2020.
| Stagione       | Club                      | Campionato    | Campionato | Campionato | Coppe nazionali | Coppe nazionali | Coppe nazionali | Coppe continentali | Coppe continentali | Coppe continentali | Supercoppe | Supercoppe | Supercoppe | Totale | Totale |
| Stagione       | Club                      | Comp          | Pres       | Reti       | Comp            | Pres            | Reti            | Comp               | Pres               | Reti               | Comp       | Pres       | Reti       | Pres   | Reti   |
| -------------- | ------------------------- | ------------- | ---------- | ---------- | --------------- | --------------- | --------------- | ------------------ | ------------------ | ------------------ | ---------- | ---------- | ---------- | ------ | ------ |
| 2012-2013      | Podol'e                   | 2D            | 1          | 0          | CR              | ?               | ?               | -                  | -                  | -                  | -          | -          | -          | 1+     | 0+     |
| 2014-2015      | Anži-2                    | PPF           | 26         | 2          | -               | -               | -               | -                  | -                  | -                  | -          | -          | -          | 26     | 2      |
| 2014-2015      | Anži                      | 1D            | 1          | 0          | CR              | 0               | 0               | -                  | -                  | -                  | -          | -          | -          | 1      | 0      |
| 2015-2016      | Anži                      | PL            | 11+2       | 0          | CR              | 1               | 0               | -                  | -                  | -                  | -          | -          | -          | 14     | 0      |
| 2016-2017      | Anži                      | PL            | 19         | 0          | CR              | 2               | 1               | -                  | -                  | -                  | -          | -          | -          | 21     | 1      |
| Totale Anži    | Totale Anži               | Totale Anži   | 31+2       | 0          |                 | 3               | 1               |                    | -                  | -                  |            | -          | -          | 36     | 4      |
| ago.-dic. 2017 | Tromsø                    | ES            | 0          | 0          | CN              | -               | -               | -                  | -                  | -                  | -          | -          | -          | 0      | 0      |
| gen.-giu. 2018 | Enisej                    | 1D            | 7          | 0          | CR              | -               | -               | -                  | -                  | -                  | -          | -          | -          | 7      | 0      |
| 2018-feb. 2019 | Enisej                    | PL            | 3          | 0          | CR              | 1               | 0               | -                  | -                  | -                  | -          | -          | -          | 4      | 0      |
| feb.-giu. 2019 | Baltika                   | 1D            | 9          | 0          | CR              | -               | -               | -                  | -                  | -                  | -          | -          | -          | 9      | 0      |
| 2019-gen. 2020 | Enisej                    | 1D            | 16         | 0          | CR              | 0               | 0               | -                  | -                  | -                  | -          | -          | -          | 16     | 0      |
| Totale Enisej  | Totale Enisej             | Totale Enisej | 26         | 0          |                 | 1               | 0               |                    | -                  | -                  |            | -          | -          | 27     | 0      |
| gen.-giu. 2020 | Čajka                     | 1D            | 0          | 0          | CR              | -               | -               | -                  | -                  | -                  | -          | -          | -          | 0      | 0      |
| 2020-2021      | Legion Dynamo Makhachkala | 2D            | 6          | 2          | CR              | 2               | 0               | -                  | -                  | -                  | -          | -          | -          | 8      | 2      |
| Totale         | Totale                    | Totale        | 134        | 2          |                 | 14              | 0               |                    | -                  | -                  |            | -          | -          | 148    | 2      |